# Robert Baden-Powell
Robert Baden-Powell (Londen, 22 februari 1857 – Nyeri, 8 januari 1941) was een luitenant-generaal in het Britse leger, schrijver en de grondlegger van scouting, dat in Nederland vroeger ook wel padvinderij of verkennerij werd genoemd.
Nadat hij de Charterhouse School beëindigde, diende Baden-Powell van 1876 tot 1910 in het Britse leger in India en Afrika. In 1899, tijdens de Tweede Boerenoorlog in Zuid-Afrika, verdedigde hij met succes de stad Mahikeng (destijds bekend als Mafeking). Gebaseerd op ervaringen en ideeën van hemzelf en anderen ontwierp Baden-Powell een jeugdspel dat in 1908 door hem werd beschreven en gepropageerd in zijn boek Scouting for Boys. Terwijl hij dit schreef, testte hij zijn ideeën en methodes tijdens een kamp op Brownsea Island (Zuid-Engeland) dat op 1 augustus 1907 begon. Tegenwoordig wordt dat beschouwd als het begin van scouting als jeugdbeweging.
Samen met zijn echtgenote Olave St. Clair Soames en zijn zus Agnes gaf hij leiding aan de scouts en de gidsen. Zijn broer Warrington nam de leiding van de waterscouts op zich en zijn broer Baden bracht de luchtvaart in scouting. Baden-Powell bracht zijn laatste jaren door in Nyeri, Kenia, waar hij in 1941 stierf.

## Jeugd
Robert Stephenson Smyth Baden-Powell werd geboren in Londen als zoon van de wiskundeprofessor en dominee Baden Powell (22 augustus 1796 - 11 juni 1860) en diens derde vrouw Henriette Grace Smyth Powell (3 september 1824 - 13 oktober 1914), een dochter van admiraal William Smyth. Professor Powell publiceerde over wiskunde, fysica, theologie en filosofie en vocht voor het principe dat wetenschappelijke vooruitgang, waaronder de theorieën van Darwin, samengaat met christelijke godsdienst. Robert heeft bij zijn geboorte drie halfzussen, een halfbroer en vier broers. Na Robert worden zijn zus Agnes en zijn jongste broer Baden geboren en overlijdt zijn broer Gus. Mevrouw Powell werd in 1860 weduwe en ter herinnering aan haar man werd diens voornaam 'Baden' toegevoegd aan de achternaam en zo wordt de familie bekend als Baden-Powell. Deze verandering werd officieel op 30 April 1902. De dood van hun vader had ook tot gevolg dat de kinderen elkaar voor een groot deel zelf moesten opvoeden onder leiding van hun moeder. De eerste ervaring van Robert met buitensport was toen hij met zijn oudste broers Warington en George, in 1872, een trektocht maakte per kano door Engeland en Wales. Geen verrassing dus dat Robert Baden-Powell later zou schrijven dat hij zijn scoutingleven als waterscout begon.

## Militaire leven
Op school is Baden-Powell een matige leerling en haalt daardoor het toegangsexamen voor de Universiteit van Oxford niet. Wel verkent hij de bossen rond de school en leert er zich verstoppen voor de boswachters.
Hij wordt op 19-jarige leeftijd officier in het leger. Zijn gebrek aan wiskundig inzicht blokkeert ook hier een carrière via studie, waardoor hij alleen via actieve dienst in het veld vooruit kan komen. Zijn eerste uitzending is naar India. Daarna volgen plaatsingen in Ghana (West-Afrika), waar hij dienstdoet tijdens de Vierde Ashanti-oorlog (1895-1896), en Zuidelijk Afrika, tijdens de opstand van de Matabele in 1896 en de Tweede Boerenoorlog (1899-1902). Tijdens de opstand van de Matabele wordt hij door het Britse ministerie van Koloniën (Colonial Office) beschuldigd van het ter velde berechten en executeren van het gevangen Afrikaanse stamhoofd Uwini. De zaak loopt met een sisser af omdat minister van Defensie Lansdowne hem steunt. Zijn vaardigheden als "verkenner" (Engels: scout) vallen zodanig op, dat hij voor de Britse geheime dienst komt te werken en in 1899 op zijn 43e wordt bevorderd tot (toen de jongste) generaal-majoor.
Hij wordt in 1899 tijdens de Tweede Boerenoorlog naar Zuid-Afrika gestuurd om een deel van het Boerenleger weg te houden van de gevechten in het zuiden. Daar raakt hij als commandant belegerd in het grensplaatsje Mafeking (Engelse koloniale vervorming, van de oorspronkelijke en tegenwoordige naam Mahikeng). Met 1250 manschappen en de plaatselijke bevolking doorstaat hij een beleg van 217 dagen tegenover een leger van in het begin zelfs zo'n 7700 Boeren, bijna een vijfde van de Boerenlegers, later 6000. Door gesmokkelde berichten van journalisten in Mahikeng volgt heel Engeland de verrichtingen in het belegerde stadje en de bijzondere technieken waarmee Baden-Powell de verdediging organiseert. Als de plaats uiteindelijk wordt ontzet, is hij uitgegroeid tot een held.
Na de Boerenoorlog is Baden-Powell in 1902 en 1903 verantwoordelijk voor de oprichting van de nieuwe Zuid-Afrikaanse politie. Zijn populariteit wordt niet door iedereen in het leger gewaardeerd, waardoor hij in 1903 wordt weggepromoveerd naar Engeland.
Baden-Powell wordt geplaatst als inspecteur-generaal van de Britse cavalerie, met als speciale opdracht het ontwerpen van een nieuw opleidingssysteem. Bij zijn terugkeer merkt hij dat door zijn populariteit het boekje Aids to Scouting dat hij geschreven had, bestemd voor de verspieders in het leger, gebruikt wordt door jongens in Engeland en opleidingsinstituten. Ze kopen het bij duizenden en zij spelen een spel als 'B.P. Scouts'. Het herinnert hem aan zijn "cadetten" in Mafeking, een groep van 24 jongens tussen 11 en 15 jaar, die hem enthousiast en doeltreffend hielpen bij het organiseren van de verdediging.
In 1904 wordt Baden-Powell benoemd tot luitenant-generaal. Zijn baan bevalt hem niet erg, want hij heeft er niet de opleiding voor en het betreft vooral kantoorwerk. Als scouting onverwachts een nieuwe vereniging wordt, ziet hij hier een grote uitdaging. Koning Eduard VII vraagt Baden-Powell om zijn militaire loopbaan af te sluiten, omdat hij met scouting meer voor zijn land kan betekenen.

## Scouting
Frederick Russell Burnham was reeds een beroemde verkenner toen hij bevriend raakte met Baden-Powell tijdens de Tweede Matabele-oorlog. Baden-Powell was een onderscheiden officier van de cavalerie, een expert in het buiten overleven en stond bekend als de beste jager van Indië. Tijdens de belegering van Bulawayo reden de twee mannen vaak samen patrouilles in de Matabo-heuvels. Het was in deze Afrikaanse heuvels dat Burnham voor het eerst Baden-Powell kennis liet maken met de tradities en werkwijzen van de autochtone Afrikaanse volkeren. Hij liet Baden-Powell ook kennis maken met "woodcraft", dat wil zeggen jezelf kunnen redden in onbekend terrein door vaardigheden als spoorzoeken, vuur maken, koken, kamperen, je oriënteren met kaart en kompas, touwverbindingen, EHBO, seinen enz. Baden-Powell was zo onder de indruk van Burnhams talenten dat hij hem bestookte met vragen. Het was tijdens deze periode dat Baden-Powell zijn Stetson-hoed (veldtocht-model met rechte rand en vier deuken, oftewel "campaign hat") en halsdoek begon te dragen, wat later zijn belangrijkste kenmerk zou worden. Beide mannen beseften dat de oorlogsvoering grondig aan het veranderen was en dat het Britse leger zich diende aan te passen. Tijdens hun gezamenlijke verkenningsopdrachten bespraken beide mannen trainingsprogramma’s voor jonge mannen gedurende welke ze zouden leren "woodcraft" (ook wel "scoutcraft" genoemd) in de praktijk te brengen. In Afrika was er niemand met meer talent in deze disciplines dan Burnham.
In Zuid-Afrika krijgt Baden-Powell veel brieven waarin jongens om advies vragen. Als hij terugkomt in Engeland merkt hij hoe populair het kleine zakboekje is dat hij over militair verkennen heeft geschreven. Er wordt veel druk op hem uitgeoefend om van het verkennen een spel te maken en uiteindelijk publiceert hij dit in het boek Scouting for Boys (Verkennen voor jongens). Baden-Powell gebruikte voor dit boek ook ideeën uit andere jeugdbewegingen zoals de "Woodcraft Indians" van Ernest Thompson Seton en de "Sons of Daniel Boone" van Daniel Carter Beard uit Noord-Amerika en de "Boys' Brigade" van William Alexander Smith uit Groot-Brittannië. Het is een spelplan dat bedoeld is voor gebruik door jeugdorganisaties, maar overal in Engeland beginnen groepjes jongens zelf groepen op te richten. Hierdoor wordt Baden-Powell gedwongen om een eigen scoutingorganisatie op te richten. Baden-Powell verfijnde dus het concept van scouting en werd op die manier de oprichter van de Internationale Scoutsbeweging. Burnham wordt de vader van de scoutsbeweging genoemd.
Burnham en Baden-Powell onderhielden een nauwe vriendschapsband gedurende de rest van hun leven. Het vertrouwelijkheidszegel van de briefwisseling tussen Burnham en Baden-Powell, dat opgeslagen ligt bij de Yale-universiteit, verviel in 2000. Hierdoor kreeg men een nieuw beeld van de diepte van hun vriendschap en hun liefde voor het scoutisme. In 1931 las Burnham de toespraak voor bij het benoemen van een berg in Californië naar zijn goede vriend: Mount Baden-Powell. Hun vriendschap en status van gelijken in de wereld van het scoutisme werd gesymboliseerd door het vernoemen van de naburige berg naar Burnham: Mount Burnham.

## Gezinsleven

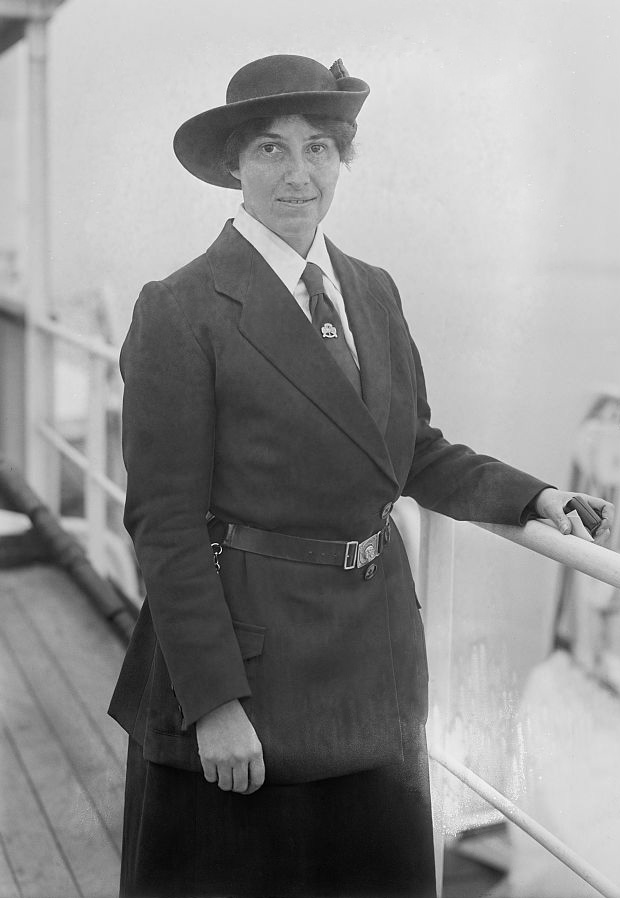
Olave Baden-Powell

Tussen 1911 en 1913 maakt Robert Baden-Powell een wereldreis om de start van scouting te stimuleren op alle vijf de werelddelen. Tijdens de reis, met het schip Arcadian, ontmoet hij begin 1912 Olave St. Clair Soames, met wie hij in oktober van dat jaar huwt. Tijdens die reis deed hij onder meer Kopenhagen en Amsterdam aan.
“Hij was over de vijftig toen de verkennersbeweging goed en wel op gang was en de meeste mensen moeten gedacht hebben dat hij een verstokt vrijgezel zou blijven. Het was daarom een prettige verrassing, toen men hoorde dat hij ging trouwen met miss Olave St. Claire Soames, in 1912. Van toen af genoot hij bovendien de vreugde van het gezinsleven” schrijft iemand in een levensbeschrijving van Baden Powell.
Op 30 oktober 1913 wordt hun eerste kind, Peter, geboren. De Baden-Powells krijgen nog twee dochters, te weten Heather Grave (1915), die in 1940 trouwt met Commander John King, en Betty St. Clair (1917) die in 1936 trouwt met Gervas Clay. Kleinzoon Robert jr. is in de Britse scouting actief.
Het echtpaar Baden-Powell bezoekt in 1918 Spanje en Portugal. Ze vestigen zich met hun gezin op een heuvel net buiten Bentley, die ze Pax Hill (vredesheuvel) noemen. Ze wonen er tot 1939. Het werd een begrip in de toenmalige scouting- en guiding-wereld.
In 1929 wordt Robert Baden-Powell als baron in de adelstand verheven. Hij kiest de naam Baron Baden-Powell of Gilwell. Daarmee verbindt hij zijn naam aan het internationale trainingscentrum bij Londen. In ditzelfde jaar maken de Baden-Powells reizen naar India en Afrika.
In 1932 komt hij weer naar Nederland, waar hij het nationale kamp in Wassenaar bezoekt. Hij ontvangt voor zijn verdiensten in het Kurhaus te Scheveningen het Grootkruis in de Orde van Oranje-Nassau. Ook krijgt hij de Wateler Vredesprijs, terwijl zijn echtgenote ondertussen onder andere Polen bezoekt.
In 1933 publiceert hij zijn memoires onder de titel Lessons of a Lifetime.
Tijdens de 5e Wereldjamboree in Vogelenzang (Nederland) in 1937 nam Baden-Powell afscheid van de scouts.
In 1939 verlaten Lord en Lady Baden-Powell Engeland voorgoed om zich te vestigen in Nyeri, Kenia. Lord Somers volgt Robert Baden-Powell in 1941 op als Chief Scout van het Britse Wereldrijk.

## Persoonlijk
Baden-Powell was een uitstekend illustrator en een goed schrijver. In het leger verkocht hij verhalen en illustraties aan kranten. Hij schreef een groot aantal boeken, zowel over het leger als over scouting. Baden-Powell was zowel links- als rechtshandig, waardoor hij naar eigen zeggen twee keer zo snel werkte omdat hij met beide handen tegelijk tekende. Van Baden-Powell zijn later in zijn leven ook boeken uitgekomen met aquarellen uit Afrika. Alle tekeningen in Scouting for Boys zijn van zijn hand en het succes van het boek is voor een belangrijk deel te danken aan zijn directe schrijfstijl.
Baden-Powell was een populair amateur-toneelspeler, vooral van vrolijke stukken die in het leger werden opgevoerd om de verveling te verdrijven. Zelfs in Mahikeng speelde hij als commandant mee om de moraal hoog te houden. Populair waren zijn vrouwenrollen, inclusief zang met hoge stem. Met dit gevoel van verbeelding heeft hij scouting een wat vreemde, theatrale sfeer meegegeven met aparte gebruiken, ceremonies, yells en namen.
Volgens historici en ook zijn biograaf Jeal zijn er indirecte aanwijzingen dat Baden-Powell onderdrukt homoseksueel zou zijn geweest. Een historicus heeft zich later echter afgevraagd of de juiste vragen zijn gesteld: is het juist om met hedendaagse normen iemand te beoordelen uit een heel andere cultuur? Wat hij deed was in zijn tijd normaal en heeft toen niemand aanleiding gegeven om te denken dat hij homoseksueel was.

## Overlijden

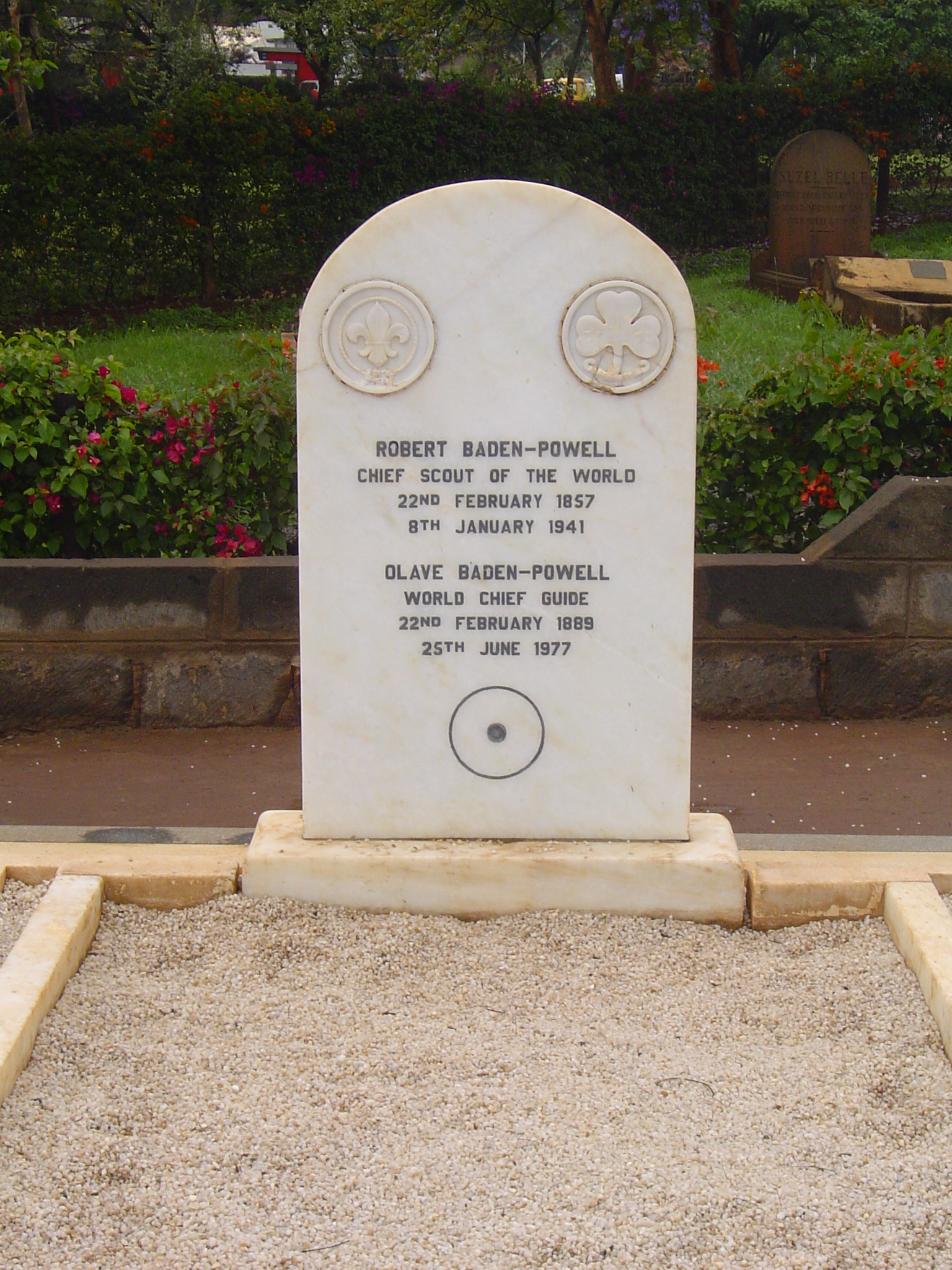
Grafsteen, Robert en Olave Baden-Powell in Nyeri, Kenia

Op 8 januari 1941 overleed Robert Baden-Powell in zijn woning 'Paxtu' in Nyeri in Kenia, op bijna 84-jarige leeftijd. Op zijn verzoek werd hij daar begraven, net buiten het Mt. Kenia National Park op de weg naar Treetops, de beroemde lodge waar Prinses Elizabeth hoorde dat ze koningin werd. In Londen werd in Westminster Abbey een massaal bezochte herdenkingsdienst gehouden in aanwezigheid van onder anderen Koning George VI, minister-president Winston Churchill en ambassadeurs van vele landen waar scouting en guiding zijn gevestigd. Aan de scoutingbeweging laat hij zijn laatste boodschap na. Peter Baden-Powell volgde zijn vader op als de tweede Baron Baden-Powell of Gilwell.
Naast het scouts- en het gidsenlogo, zijn op het graf van Baden-Powell en zijn vrouw ook twee concentrische cirkels te zien. Dit maakt deel uit van het door scouts gebruikte sporensysteem om te navigeren. Dit teken heeft als betekenis "einde van het spoor", in het Engels betekent dit spoor "Going home" of "I have gone home" wat vrij vertaald wil zeggen: "Ik keer terug naar huis" of "Ik ben naar huis teruggekeerd".

## Zijn laatste brief aan de wereldscouts
Beste Scouts,
Als je ooit het toneel van Peter Pan hebt gezien, dan weet je nog wel hoe de piratenkapitein heel de tijd zijn stervensrede aan ’t afsteken was, omdat hij vreesde dat mogelijks, wanneer zijn stervensuur daar was, hij geen tijd meer zou hebben om het van zijn hart te krijgen.
’t Is voor een groot stuk hetzelfde met mij, en dus, hoewel ik voor de moment niet op sterven lig, niettemin zal ik een van deze dagen sterven en ik wil jullie een afscheidswoord van vaarwel zenden.
Vergeet niet, dit is het laatste dat je ooit van mij zult horen, overdenk het dus goed.
Ik heb een heel gelukkig leven gehad en ik wil dat ieder van jullie ook zo’n gelukkig leven heeft.
Ik geloof dat God ons op deze vrolijke wereld gezet heeft om gelukkig te zijn en van het leven te genieten. Geluk, dat verkrijg je niet door rijk te zijn, ook niet door enkel succesvol te zijn in je loopbaan, en ook niet door genotzucht.
Een eerste stap naar het geluk is door jezelf gezond en sterk te maken terwijl je een jongen bent, zodat je je verdienstelijk kunt maken en daardoor van het leven kunt genieten wanneer je een man bent.
Door de natuur te bestuderen zul je zien hoe vol God de wereld heeft geschapen met mooie en wonderlijke dingen waaraan je vreugde kunt beleven. Wees tevreden met wat je hebt en maak er het beste van. Bekijk de zaken langs hun zonnige kant, niet langs de donkere.
Maar de echte weg om geluk te bekomen is door geluk uit te delen aan andere mensen. Tracht deze wereld een beetje beter achter te laten dan je hem hebt aangetroffen, en wanneer jouw beurt dan komt om te sterven, dan kun je gelukkig sterven met het gevoel dat je in geen geval je tijd verkwist hebt, maar je best hebt gedaan. ‘Sta paraat’ op deze manier, om gelukkig te leven en gelukkig te sterven – blijf voor altijd bij je scoutsbelofte – ook wanneer je geen jongen meer bent – en God helpe jullie dat te doen.
Jullie vriend,
Getekend, 'Robert Baden-Powell'

## Ideeën
Baden-Powell had vooruitstrevende ideeën voor zijn tijd (deels ook voor tegenwoordig).
- De onderwijsmethode die hij in scouting bouwde, is verwant aan onderwijsmethoden waarin zelf- en groepsleren centraal staan, zoals het freinet-, dalton-, jenaplan- en montessorionderwijs en het iederwijs. Maria Montessori beschouwde scouting als de voortzetting van haar onderwijsmethode voor oudere kinderen. Jonge mensen kunnen kennis en vaardigheden opdoen door samenwerking in natuurlijke groepen van vrienden die verantwoordelijkheid voor elkaar nemen. Ze leren door te doen en worden zo zelfstandig. Het ging Baden-Powell om leren buiten het klaslokaal door avontuur en zonder vastgesteld leerplan; zo had hij zelf in zijn jeugd het meeste geleerd.
- In zijn geschriften verdedigde hij de toen opkomende Labour Party (socialistische partij) al was hij het niet eens met hun radicale oplossingen. Staken vond hij geoorloofd. Zijn politieke opvattingen waren sociaal-christelijk maar hij heeft zich nooit aan een partij gebonden.
- Baden-Powell was een voorstander van vrouwenemancipatie die na de Eerste Wereldoorlog opkwam - bij scouting werden meisjes gelijk behandeld als jongens, met een even stevig programma.
- Baden-Powell verafschuwde de preutsheid van zijn tijd en was een groot voorstander van seksuele voorlichting, desnoods door middel van scouting, als ouders die taak verzaakten. Ook in zijn boeken gaf hij seksuele voorlichting zover als hij dit in zijn tijd kon in het licht van de victoriaanse preutsheid.

## Kritiek
Baden-Powell schreef een autobiografie en de scoutingbeweging liet een biografie schrijven. Beide bevatten vanzelfsprekend geen kritiek. Na 1960 verschenen diverse artikelen en boeken die soms zware kritiek op hem leverden. Zijn biograaf Tim Jeal heeft getracht beschuldigingen te weerleggen.
- Uitgehongerde Afrikaanse bevolking in het belegerde Mahikeng. Volgens Tim Jeal is dit gebaseerd op een onjuiste interpretatie en gebruik van de voedselcijfers. De sterfte door ondervoeding zou dan ook niet opvallend zijn geweest.[15] De analyse van Pakenham[16] toont aan, dat Baden Powell, in overeenstemming met het toen gebruikelijke racisme en zijn antipathie tegenover de Barolong (een Tswana-clan) die hij van sympathie met de Boeren verdacht, opzettelijk de rantsoenen in Mafeking verdeelde op basis van huidskleur ten nadele van niet-blanken. "Nov[ember] 14 so we have 134 days for whites [and] 15 days for natives." schreef Baden Powell in zijn dagboek. Ook hield Baden Powell van "niggerhunts".[17]
- Moord op krijgsgevangene. Hij werd door de Colonial Office (Britse Ministerie van Koloniën) beschuldigd van het doden van zijn krijgsgevangene, de inlandse leider Uwini in de Matabele-oorlog, maar Lansdowne steunde B-P en de zaak verdween in de doofpot.[17]
- Uitvinder van concentratiekampen. In 1900 voerde Lord Horatio Kitchener tijdens de Tweede Boerenoorlog concentratiekampen in. Baden-Powell had hier echter niets mee te maken.
- Wilde de Hitlerjugend bij scouting halen. Veel landen hadden hun eigen geüniformeerde jeugdbewegingen die Baden-Powell binnen de grote wereldorganisatie probeerde te halen. Zo ook met de Hitlerjugend, waar ook twee Duitse padvindersorganisaties in waren opgegaan. Baden-Powell had daarover contact met de leiding van de Hitlerjugend en de ambassadeur in Londen, Von Ribbentrop.[18] Hij had wel kritiek op hun militaristische discipline, hun gebrek aan broederschap met andere volken en vooral op de onderdrukking van het individu. Hij meende echter dat men de jeugd niet moest straffen voor de fouten van de ouderen. Verontwaardiging om de Kristallnacht in november 1938, waarbij in Duitsland vele Joodse bezittingen door nazi's werden aangevallen, ook door de Hitlerjugend, betekende het einde van zijn pogingen.[19] Uiteindelijk kwam hij op de Sonderfahndungsliste G.B. (zwarte lijst) van het naziregime te staan, een lijst van Britten die gearresteerd zouden moeten worden bij een invasie en bezetting van Groot-Brittannië.
- Was een bewonderaar van Hitler en Mussolini. Baden-Powell prees Mussolini, maar was daarin vóór de opkomst van Hitler niet de enige. Ook Winston Churchill en Mahatma Gandhi bewonderden Mussolini vanwege het door hem verslagen communisme. Ook Hitler kon aanvankelijk op zijn instemming rekenen vanwege de stabiliteit (van hyperinflatie en bijna-burgeroorlog) die hij in Duitsland bracht. Later werd hij steeds kritischer, maar hij onderschatte, langer dan anderen, waartoe het fascisme en nationaalsocialisme zouden leiden.

## Uitspraak van zijn achternaam
Robert Baden-Powell bedacht zelf een Engelstalig rijmpje; "Child, girl, maiden, sounds like Baden, Christmas is noël, think of Powell".

## Militaire werken
- 1884: Reconnaissance and Scouting
- 1885: Cavalry Instruction
- 1896: The Downfall of Prempeh. A diary of life with the native levy in Ashanti, 1895-96
- 1897: The Matabele Campaign; being a narrative of the campaign in suppressing the native rising in Matabeleland and Mashonaland
- 1899: Aids to Scouting for N.-C.Os and Men
- 1901: Notes and Instructions for the South African Constabulary
- 1914: Quick Training for War

## Scoutwerken
- 1908: Scouting for Boys.
- 1909: Yarns for Boy Scouts
- 1912: How Girls Can Help to Build Up the Empire (rédigé avec Agnes Baden-Powell)
- 1913: Boy Scouts Beyond The Sea: My World Tour
- 1916: The Wolf Cub's Handbook
- 1918: Girl Guiding
- 1919: Aids To Scoutmastership
- 1921: What Scouts Can Do: More Yarns
- 1922: Rovering to Success
- 1929: Scouting and Youth Movements
- 1929: Last Message to Scouts
- 1935: Scouting Round the World

## Diversen
- 1889: Pig-sticking or Hog-hunting. A complete account for sportmen and others
- 1900: Sport in War
- 1905: Ambidexterity (red. met John Jackson)
- 1915: Indian Memories, Amerikaanse titel: Memories of India; recollections of soldiering, and sport
- 1915: My Adventures as a Spy
- 1916: Young Knights of the Empire: Their Code, and Further Scout Yarns
- 1921: An Old Wolf's Favourites
- 1927: Life's Snags and How to Meet Them
- 1933: Lessons From the Varsity of Life
- 1934: Adventures and Accidents
- 1936: Adventuring to Manhood
- 1937: African Adventures
- 1938: Birds and beasts of Africa
- 1939: Paddle Your Own Canoe
- 1940: More Sketches Of Kenya